# Iliya Lazarov
Iliya Lazarov, né le 19 septembre 1965 à Sofia, est un homme politique bulgare, membre de l'Union des forces démocratiques (SDS). Il est député européen depuis 2024.

## Biographie
En juin 2024, Iliya Lazarov est élu au Parlement européen sur la liste commune entre le parti des Citoyens pour le développement européen de la Bulgarie (GERB) et l'Union des forces démocratiques (SDS). Il siège au sein du groupe du Parti populaire européen (PPE).